# Powstanie przeciwko Herakliuszowi
Powstanie przeciwko Herakliuszowi (613-617) było żydowską rebelią przeciwko Cesarstwu Bizantyjskiemu, która pomogła Persom w ich wojnie z Bizantyjczykami (602 - 628).
Żydzi z Palestyny zbuntowali się przeciwko cesarzowi Herakliuszowi i przeszli na stronę Chosrowa II w celu wyzwolenia Jerozolimy oraz aby mogli ją samodzielnie kontrolować. Beniamin z Tyberiady był przywódcą żydowskim, który wspomagał Persów w ich wojnie z Bizantyjczykami. Główna bitwa rozegrała się w Jerozolimie. Miasto padło po 20-dniowym oblężeniu połączonych sił Persów i Żydów. Chrześcijan mieszkających w Jerozolimie wymordowano. Żydzi otrzymali zezwolenie na kierowanie miastem i faktycznie robili to przez następne pięć lat.